# 梅利莫尤峰
44°04′33″S 72°51′36″W / 44.075833°S 72.86°W

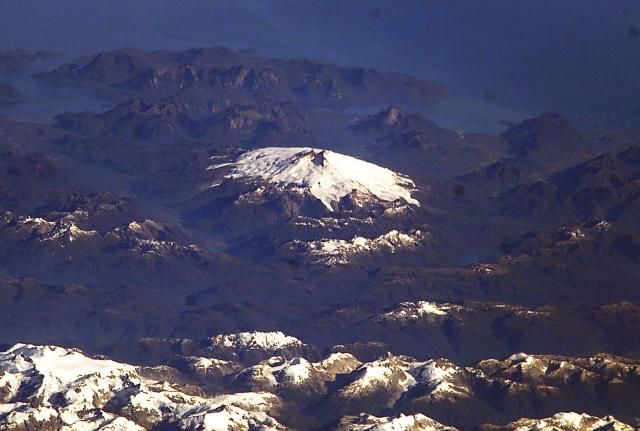

梅利莫尤峰是智利的火山，位於該國南部伊瓦涅斯將軍艾森大區，屬於安第斯山脈的一部分，海拔高度2,440米，最近一次火山噴發在200年左右發生。

## 外部連結
- Global Volcanism Program （页面存档备份，存于） 網站
- "Cerro Melimoyu, Chile" 上 Peakbagger （页面存档备份，存于）